# Un frizer-poet și o dramă care trebuie să se scarpine-n cap
Un frizer-poet și o dramă care trebuie să se scarpine-n cap este o operă literară scrisă de Ion Luca Caragiale. 